# Пьяццоли, Роберто Д’Этторе
Роберто Д'Этторе Пьяццоли (итал. Roberto D'Ettore Piazzolli; род. 27 апреля 1942, Рим, Королевство Италия) — итальянский кинооператор и режиссёр, часто работавший над проектами продюсера Овидио Г. Ассонтиса.

## Биография
Роберто Д'Этторе Пьяццоли родился в Риме 27 апреля. Заинтересовался кинематографом в детстве, благодаря своему дяде, работавшего на съёмках фильма Федерико Феллини Дорога: 10-летний Роберто был очарован дядиными рассказами о смешных случаях на съёмочной площадке.
Дебютировал в 1962 году, на съёмках фильма «Остров Артуро» режиссёра Дамиано Дамиани был помощником оператора Роберто Джерарди. 
В 1974 году вместе с Овидио Ассонтисом снял сверхъестественный фильм ужасов «За дверью», который стал его первой режиссёрской работой. Фильм был разгромлен критика, однако собрал 15 миллионов долларов в международном прокате и получил два сиквела. В дальнейшем Пьяццолли неоднократно сотрудничал с Ассонтисом в качестве оператора-постановщика в других фильмах, таких как «Посвящается Стелле» (1976), «Пиранья 2: Нерест» (1981) и «Ночной попутчик» (1990).
К началу 2000-х ушёл из кинематографа.

## Фильмография
| Год  | Название на русском | Оригинальное название    | Должность               |
| ---- | ------------------- | ------------------------ | ----------------------- |
| 1964 | Брак по-итальянски  | Matrimonio all'italiana  | ассистент оператора     |
| 1966 | В погоне за «Лисом» | After The Fox            | ассистент оператора     |
| 1972 | Мастер и Маргарита  | Il maestro e Margherita  | младший оператор        |
| 1973 | Номер один          | Number One               | оператор, актёр (камео) |
| 1976 | Посвящается Стелле  | Dedicato a una stella    | оператор                |
| 1979 | Столкновение звёзд  | Starcrash                | оператор                |
| 1981 | Пиранья 2: Нерест   | Piranha II: The Spawning | оператор                |
| 1983 | Хищники Атлантиды   | I predatori di Atlantide | оператор                |
| 1990 | Ламбада             | Lambada                  | оператор                |
| 1990 | Ночной попутчик     | Midnight Ride            | оператор                |